# 関谷勝嗣
関谷 勝嗣（せきや かつつぐ、1938年〈昭和13年〉3月6日 - ）は、日本の政治家。自由民主党山崎派に所属。（財）愛媛県遺族会会長。 
参議院議員（2期）、衆議院議員（8期）、郵政大臣（第53代）、建設大臣（第66代）、国土庁長官（第33代）などを歴任した。

## 経歴
愛媛県松山市三津浜出身。
愛媛大学教育学部附属小学校、愛媛大学教育学部附属中学校、愛媛県立松山北高等学校を経て、1960年、中央大学法学部政治学科卒業。カナダ、ブリティッシュ・コロンビア大学留学。
1964年4月、日本航空に入社。1967年10月、退社。1967年11月 関谷勝利議員秘書。1970年1月瀬戸内海放送取締役。1974年1月松山青年会議所理事長。 
1976年、父・関谷勝利の引退に伴い、その後を継ぎ衆議院議員に初当選。1990年に海部内閣で郵政大臣、1999年に小渕内閣で建設大臣・国土庁長官に就任する。
1997年、自民党政治改革本部長に就任。
2000年、塩崎恭久との変則コスタリカ方式によって、第42回衆議院議員総選挙に出馬せず（塩崎が関谷の後継として出馬）、塩崎の衆院転出に伴う参議院議員補欠選挙に出馬し、参議院に鞍替えした。2001年に再選。在職中は、参議院憲法調査特別委員長、参議院法務委員会理事を務めた。
2007年の第21回参議院議員通常選挙に立候補するも、同選挙における自由民主党への逆風の煽りを受けて友近聡朗に敗れ、片山虎之助や金田勝年などの大物議員と共に落選。
2010年（平成22年）4月29日、平成22年春の叙勲において旭日大綬章を受章した。

## 人物

### 政治家として
- 郵政族として知られ、郵政民営化には批判的であったが、派閥の長である山崎拓の意向に従い賛成を明言。2005年7月7日の山崎派総会で「（法案が否決され）解散になれば自民党は負け、瓦解するかもしれない」と、内閣総理大臣小泉純一郎を批判した。その瞬間、山崎に「何をごたごた言ってるんだ。やめろ」と遮られた。関谷はこれに抗議し会長代行を辞任した。この一部始終はメディアにも大きく取り上げられた。関谷はその後山崎派副会長に就任している。
- 郵政族であることから、アマチュア無線に造詣が深かった。のちに首相を務めた同じ郵政族の小渕恵三とともに「国会アマチュア無線クラブ」の設立に尽力した。

### 台湾との関係
- 父・勝利の代からの親台湾派の議員であり、自身も日華議員懇談会副会長を務めた。2000年9月12日には、長年の日本と中華民国との友好関係への貢献が評価され、外国人に贈られる最高の勲章「大綬景星勲章」が、東京の台北駐日経済文化代表処の羅福全駐日代表を通して授与された。
- 2006年1月13日には、中華民国も加盟しているアジア・太平洋国会議員連合（APPU）の日本議員団団長として訪台。議員団一行とともに中華民国総統陳水扁を表敬訪問し、会談した。

## 家族・親族

### 関谷家
（愛媛県松山市三津浜町）
元労働大臣の加藤常太郎衆議院議員は義父。宮沢喜一元首相は遠縁にあたる。
2005年の衆議院選挙には比例四国ブロックで長男の関谷水（せきや たいら、1972年6月9日 - ）が自民党公認で立候補したが、次点となった。

## 選挙歴
| 当落 | 選挙                     | 執行日         | 年齢 | 選挙区    | 政党       | 得票数     | 得票率 | 定数 | 得票順位 /候補者数 | 政党内比例順位 /政党当選者数 |
| ---- | ------------------------ | -------------- | ---- | --------- | ---------- | ---------- | ------ | ---- | ------------------ | ---------------------------- |
| 当   | 第34回衆議院議員総選挙   | 1976年12月05日 | 38   | 旧愛媛1区 | 自由民主党 | 6万2445票  | 20.86% | 3    | 3/6                | /                            |
| 当   | 第35回衆議院議員総選挙   | 1979年10月07日 | 41   | 旧愛媛1区 | 自由民主党 | 6万9776票  | 29.56% | 3    | 3/4                | /                            |
| 当   | 第36回衆議院議員総選挙   | 1980年06月22日 | 42   | 旧愛媛1区 | 自由民主党 | 8万892票   | 28.83% | 3    | 3/4                | /                            |
| 当   | 第37回衆議院議員総選挙   | 1983年12月18日 | 45   | 旧愛媛1区 | 自由民主党 | 7万1955票  | 35.70% | 3    | 2/4                | /                            |
| 当   | 第38回衆議院議員総選挙   | 1986年07月06日 | 48   | 旧愛媛1区 | 自由民主党 | 7万4026票  | 27.06% | 3    | 1/7                | /                            |
| 当   | 第39回衆議院議員総選挙   | 1990年02月18日 | 51   | 旧愛媛1区 | 自由民主党 | 6万6425票  | 21.83% | 3    | 2/7                | /                            |
| 当   | 第40回衆議院議員総選挙   | 1993年07月18日 | 55   | 旧愛媛1区 | 自由民主党 | 7万9461票  | 30.09% | 3    | 1/5                | /                            |
| 当   | 第41回衆議院議員総選挙   | 1996年10月20日 | 58   | 愛媛1区   | 自由民主党 | 9万305票   | 45.34% | 1    | 1/4                | /                            |
| 当   | 第17回参議院議員補欠選挙 | 2000年6月25日  | 62   | 愛媛県    | 自由民主党 | 41万4596票 | 59.24% | 1    | 1/3                | /                            |
| 当   | 第19回参議院議員通常選挙 | 2001年07月29日 | 63   | 愛媛県    | 自由民主党 | 41万3083票 | 61.04% | 1    | 1/4                | /                            |
| 落   | 第21回参議院議員通常選挙 | 2007年07月29日 | 69   | 愛媛県    | 自由民主党 | 31万8304票 | 43.13% | 1    | 2/3                | /                            |

## 著作
- 「日本の「騎兵の父」秋山好古と「智謀湧くが如し」の名参謀 秋山眞之（日本海海戦百周年）」『月刊自由民主』（通号629）、2005年。
- 「この国を考える（41）自然体で誠心誠意、与えられた使命を果たす」『月刊自由民主』（通号603）、2003年。
- 「巻頭インタビュー 『良質賃貸住宅供給促進法(案)』は賃貸住宅の質の改善に向けて大きな前進-4年後の見直し条項等で弾力的な対応が可能に-前建設大臣衆議院議員関谷勝嗣 」『月刊政策』36(1)（通号362）2000年。
- 「アジア太平洋の鉄道協力の促進-ESCAP鉄道大臣会議に出席して-」『トランスポート』33（5）運輸振興協会、1983年。

## 所属していた団体・議員連盟
- 神道政治連盟国会議員懇談会
- 日韓議員連盟